# 30 Dywizja Grenadierów SS (1 białoruska)
30 Dywizja Grenadierów SS (1 białoruska) (niem. 30. Waffen-Grenadier-Division der SS (weißruthenische Nr. 1)) – związek taktyczny Waffen-SS złożony z Białorusinów i Niemców pod koniec II wojny światowej.

## Historia
W połowie stycznia 1945 r. na poligonie w Grafenwöhr w Bawarii na bazie rozwiązanej 30 Dywizji Grenadierów SS (2 rosyjskiej) Niemcy sformowali Waffen-Grenadier-Brigade der SS (weißruthenische Nr. 1). Na jej czele stanął SS-Obersturmbannführer Hans Siegling. Brygada powstała na podstawie umowy zawartej między Białoruską Centralną Radą z władzami niemieckimi. W jej skład weszli głównie Białorusini z poprzedniej dywizji oraz b. żołnierze Białoruskiej Obrony Krajowej, ewakuowani latem 1944 r. do Rzeszy.
9 marca 1945 r. brygada została oficjalnie przekształcona w 30 Dywizję Grenadierów SS (1 białoruską), choć nie osiągnęła stanów liczebnych dywizji. Pod koniec marca przeniesiono ją z poligonu w okolice miasteczka Marmenbad. Na pocz. kwietnia kadra niemiecka wraz ze znaczną częścią uzbrojenia została przeniesiona do 38 Dywizji Grenadierów SS "Nibelungen". Nowym dowódcą został SS-Sturmbannführer F. Henningfield. Dywizję podzielono na trzy bataliony, na czele których stanęli oficerowie białoruscy: mjr Anton Sokał-Kutyłouski, kpt. D. Czajkouski i kpt. Tamiła. Tworzyły one 75 Pułk Grenadierów SS. Ponadto istniały jeszcze dywizjony artyleryjski i przeciwpancerny oraz kompania kawalerii.
W ostatnich tygodniach wojny Niemcy podjęli próby przeniesienia dywizji do Tyrolu. Natomiast białoruscy oficerowie nawiązali kontakty ze stacjonującym niedaleko dowództwem lotnictwa Sił Zbrojnych Komitetu Wyzwolenia Narodów Rosji gen. Wiktora I. Malcewa w celu uzgodnienia wspólnego udania się do niewoli amerykańskiej. Doprowadziło to do konfliktu między niemiecką i białoruską kadrą jednostki. Ostatecznie dywizja, licząca ok. 1,1 tys. ludzi, 30 kwietnia samodzielnie poddała się Amerykanom w rejonie Chiemsee. Według części źródeł w ostatnich dniach na czele dywizji stał SS-Sturmbannführer Franciszek Kuszel.